# فرانك نورمان
فرانك نورمان (بالإنجليزية: Frank Norman)‏ (9 يونيو 1930 - 23 ديسمبر 1980)؛ روائي بريطاني.

## روابط خارجية
- فرانك نورمان على موقع IMDb (الإنجليزية)